# Опсада Александрије (47. п. н. е.)
Опсада Александрије (лат. bellum Alexandrinum) представља серију војних сукоба које је предводио Јулије Цезар у Египту односно Птолемејском краљевству од краја 48. п. н. е. до 27. марта 47. п. н. е.. Сукоб је био вођен између римске војске под заповедништвом Цезара и египатске војске под заповедништвом Птолемеја XIII и Арсиноје IV. Цезар је најпре покушао да оконча династијски сукоб Птолемеја XIII и његове сестре Клеопатре VII. Тај сукоб је угрожавао снабдевање Рима житом. Цезар је тражио повратак Клеопатре на трон као сувладарке, па су због тога Птолемеј XIII и његови регенти напали Цезара и његову војску, која се нашла опкољена у краљевској палати у Александрији. Цезар је након победе у рату власт у Египту поверио Клеопатри VII.

## Сукоб Клеопатре и регената Птолемеја XIII
Птолемејски краљ Египта Птолемеј XII Аулет умро је 51. п. н. е. и иза њега је оставио два сина, Птолемеја XIII и Птолемеја XIV, и две ћерке Клеопатру VII и Арсиноју IV. Према његовој опоруци његова старија седамнаестогодишња ћерка Клеопатра је требало да влада заједно са старијим десетогодишњим сином Птолемејем XIII. Брат и сестра су одмах ожењени. Међутим Клеопатра је почела да влада аутократски без помињања брата и супруга. Због тога је дошла у сукоб са дечаковим регентима, његовим васпитачем, евнухом Потином и са војсковођом Ахилом. У то време у Александрији је долазило до незадовољства становништва због лоших жетви. Помпеј Велики је 49. п. н. е. послао свог сина Помпеја Млађег у Египат, да би осигурао подршку за војску у Македонији. Клеопатра му је послала 50 бродова и војску, која је остала након одласка Аула Габинија. Био је то један од непопуларних потеза. Регенти младог краља Птолемеја XIII су тада успели да искористе контролу над војском и незадовољним становништвом и протерају Клеопатру из земље.

## Долазак Цезара у Александрију
Клеопатра се повукла у Аскалон у Палестини, где је до лета 48. п. н. е. сакупила војску да би се вратила на трон. У то време након окончања битке код Фарсала у Египат је стигао најпре Помпеј Велики а онда и Цезар. Помпеј се надао да ће од Птолемеја XIII да добије војску. Међутим, Помпеја су убили на превару при уласку у Египат по наређењу Птолемејевих тутора Потина, Ахила и Теодота. Цезар је кренуо за Помпејем и у Александрију је стигао 2. октобра 48. п. н. е. (август по Јулијанском календару), неколико дана након Помпејеве погибије. Цезара су суликтори отпратили у Александрију до краљевске палате, а такво арогантно понашање је вређало становнике Александрије. Због тога су избили нереди, који су се данима обнављали. У Александрију је тајно стигла и Клеопатра VII, која се састала са Цезаром.

## Први сукоб и помирење
Цезар је после тога позвао Птолемеја XIII и тражио од њега да се помири са сестром, али дечак је био изузетно љут чим је видео Клеопатру да је дигао узбуну вичући да се ради о издаји. Уследила је велика гужва и нереди, па је Цезарова војска заробила Птолемеја XIII. Грађани Александрије су напали палату, а како Цезар није имао много војске претила је опасност да је заузму. Цезар је због тога обећао да ће их послушати. На састанак је довео Птолемеја и Клеопатру и прочитао је тестамент њиховог оца Птолемеја XII Аулета, по коме је требало да Птолемеј XIII и Клеопатра VII заједнички владају, а Рим да буде колективни старатељ за њих. Цезар је поред тога одредио да Арсиноја IV и Птолемеј XIV преузму контролу над Кипром. Тражио је да се Клеопатра и Птолемеј помире и да распусте војску.

## Почетак опсаде Александрије
Међутим, Птолемејев регент Потин се бојао да би могао да буде кажњен, па је позвао Ахила и подстакао војску на побуну. Ахила је у Александрији позвао војску, која је дотада била у Пелузији на граници Египта. Цезар је у Египат стигао са две легије, али имао је само око 4.000 спремних бораца. Међутим, Ахила је на располагању имао око 20.000 војника, у чијем саставу су били и бивши војници Аула Габинија. Цезар је располагао много мањим снагама, па није смео да улази у отворену битку. Ахила је лако освојио Александрију, сем луке и краљевске палате. Цезар се ограничио на краљевску палату, а успео је и да обрани луку и да држи контролу над великом флотом, а онда и да запали египатску флоту, коју није могао да брани. У пожару је страдао велики део Александријске библиотеке. Цезар је заузео и стратешки важно острво Фар и његову луку. Након борби по граду Цезар се утврдио у једном делу краљевске палате и у позоришту крај палате. Од позоришта имао је прилаз луци и бродоградилишту. Цезар је заробио краљевску фамилију, тј. Птолемеја и Арсиноју, али и Потина заједно са њима.

## Арсиноја IV преузима контролу над краљевском војском
Евнух Ганимед је успео да побегне од Цезара заједно са Арсинојом IV, коју су онда Египћани прогласили краљицом. Цезар се бојао да би Потин могао да побегне са Птолемејем XIII, па је издао наредбу да се Потин погуби, а Птолемеја је добро чувао. Када је избио рат у Александрији Цезар је тражио да му пошаљу помоћ из Сирије, Киликије и Родоса, а поред тога је тражио критске стрелце и Набатејце. Цезар је био затворен у тврђави у делу Александрије, где је била краљевска палата. За борбу против Цезара Египћани су мобилисали све расположиве снаге, укључујући и робове. Око питања главне команде дошло је до свађе између Арсиноје IV и Ахила, главног команданта египатске војске. Арсиноја је уз помоћ верног евнуха Ганимеда убила Ахила, па је преузела сву власт, а Ганимеда је именовала главним командантом војске. Ганимед је успео да упумпа морску воду у систем, одакле се Цезарова војска снабдевала водом. Пошто се вода више није могла пити уследила је паника међу римском војском, па је Цезар наредио да се копају дубоки бунари и на тај начин дошли су до питке воде.

## Долазак појачања
Тада је стигла једна легија ветерана са оружјем и опсадним справама, коју је Гнеј Домиције Калвин послао Цезару из Мале Азије. Међутим, због ветра су се искрцали поред Александрије. Цезар је онда са флотом кренуо према пристиглој војсци, али египатска војска је сазнала да је Цезар војску оставио у утврђењу, па су тражили начин да се окушају у поморској бици против њега. Цезар је победио у више поморских окршаја, али у једном умало није погинуо. Египћани су након више пораза тражили од Цезара у јануару или фебруару 47. п. н. е. да им преда Птолемеја XIII, претварајући се да желе мир и да им је доста деспотизма Ганимеда и Арсиноје. Иако је Цезар знао да се ради о превари послао им је Птолемеја знајући да он више не представља опасност. Међутим, Птолемеј је по пуштању подстицао војску да појачају нападе на Цезарову војску, али ти напади нису уродили плодом.

## Долазак Митридата од Пергама
Цезару је копненим путем преко Сирије долазила војска под командом Митридата од Пергама. Радило се о савезничкој војсци у којој је било и 3.000 Јевреја, које је предводио Антипатер Идумејац. Јевреји у Египту су прелазили на страну Цезара. Митридат је успео да победи у битци за Пелузију и заузме је, а након тога лако је једно време напредовао према Александрији. Птолемеј је са војском пожурио да дочека Митридата, а Цезар је након поруке од Митридата узео део војске и запловио је уз обалу и спојио се са Митридатовом војском пре доласка главнине египатских снага. У битци на Нилу египатска војска је била тешко поражена. Након пораза Птолемеј XIII је са пратњом покушао да побегне, али удавио се прелазећи реку.

## Након окончања опсаде
Том битком окончао се сукоб, а Цезар је онда у Египту оставио на власти Клеопатру и њеног млађег брата Птолемеја XIV. Клеопатрину сестру Арсиноју повео је у Рим да не би правила проблеме. Цезар је и након окончања рата остао са Клеопатром све до јуна или јула 47. п. н. е.. При самом крају јуна Клеопатра VII је родила сина, кога је назвала Птолемеј Цезарион, а становнике Александрије „Цезарионци”.

## У популарној култури
Опсада Александрије је описана у видео игри Assassin's Creed Origins из 2017. године.